# Františkov (Liberec)
Františkov (německy Franzendorf) je X. městskou čtvrtí statutárního města Liberce. Jeho osou je Švermova ulice vedoucí z Nového Města do Ostašova. Dále sousedí s Jeřábem a Růžodolem I.
Východním okrajem prochází společný úsek železničních tratí Liberec–Zawidów a Liberec–Zittau a západním okrajem Liberec – Česká Lípa. V blízkosti Františkova se nachází hlavní liberecké nádraží i nádraží Liberec-Horní Růžodol. Od října roku 1912 staví u viaduktu tramvaj do Hanychova.

## Historie

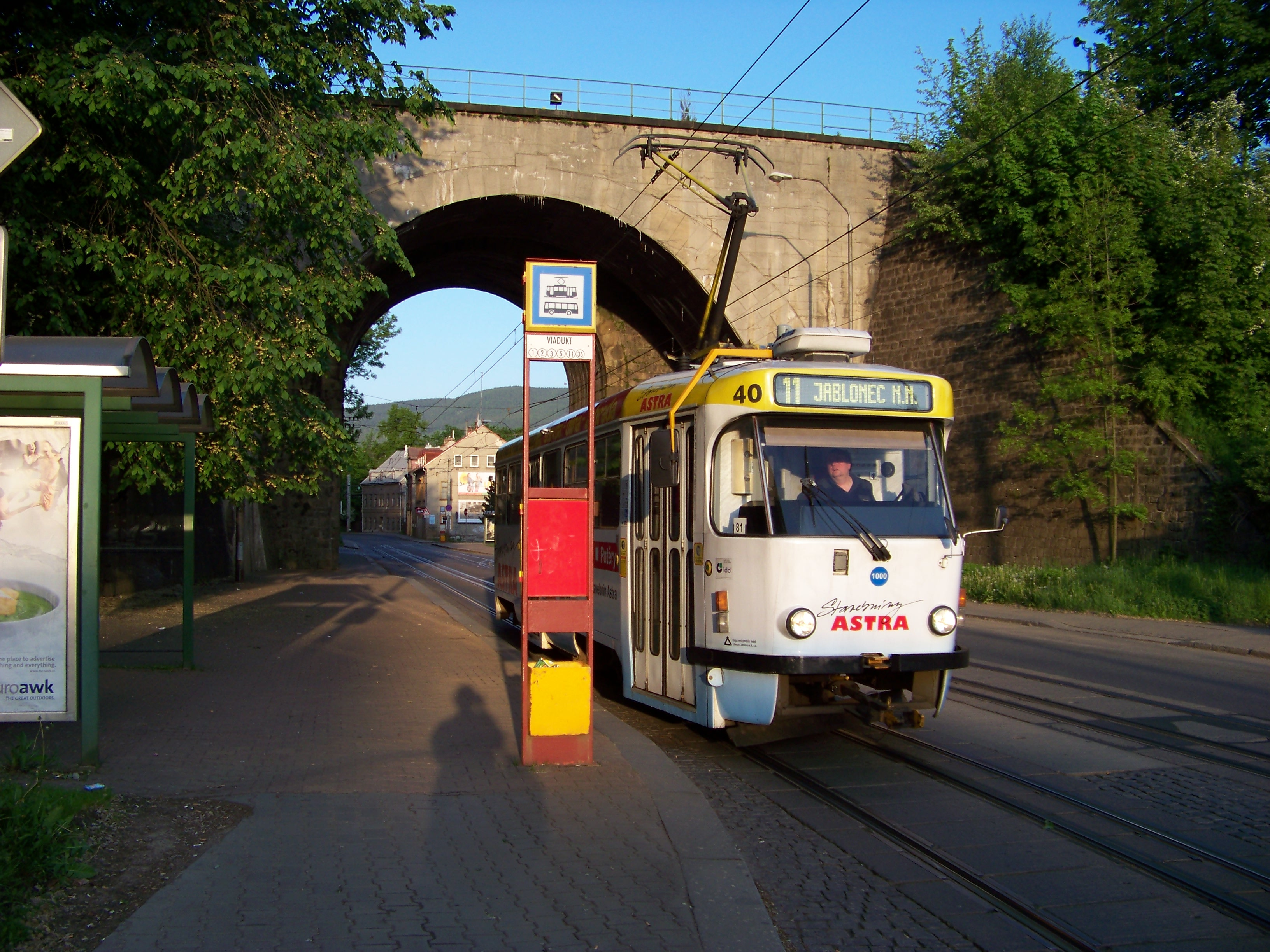
Liberec-Františkov, viadukt na Hanychovské ulici

Obec Františkov vznikla roku 1657 vyčleněním dvojice gruntů z tehdejšího Růžodolu. Nová obec byla pojmenována po svém zakladateli, hraběti Františku Ferdinandu Gallasovi. Na původních gruntech po obou stranách dnešní ulice Švermova bylo vytvořeno 32 lánů. Začínaly u Nisy a táhly se podél Františkovského potoka mezi dnešními ulicemi Jáchymovská a Vysoká.
Obec se rozrůstala jen zvolna, Josefínský katastr roku 1785 v ní zaznamenal 51 domů, a mělo trvat ještě dalších 100 let, než jejich počet přesáhl stovku. To už se obec rozrůstala také do šířky a vznikly příčné ulice dnes zvané Tovární (1890–1927), Vltavská (1904–1932) a Vojanova (1912–1930). Během stavebního rozmachu v letech 1920–1930 začala obec získávat ráz předměstské vilové čtvrti a vznikly ulice Vysoká, V Zahradách, Klášterského a Mánesova.
Až do roku 1850 stál v čele obce šolc, pak byla správa obce v Růžodole I. Samostatnost získal Františkov roku 1881, ale až 3. července 1883 byl zvolen jeho první obecní představený (Ignaz Kaulfersch), tříčlenná rada a osmičlenné zastupitelstvo. V září roku 1901 byla otevřena františkovská škola, díky čemuž již zdejší děti nemusely chodit do školy v (proti Františkovu téměř polovičním) Janově Dole. Roku 1931 bylo v obci přihlášeno 75 obchodníků a 77 živnostníků, z toho 12 hostinských.
K Liberci byl Františkov natrvalo přičleněn 1. května 1939. V sedmdesátých letech 20. století byla do prázdných ploch mezi prvorepublikovými vilkami soustředěna výstavba panelových domů pro Uranové doly Hamr. Celkem tak podél nové Jáchymovské ulice bylo podle projektu architekta Augustina Šimůnka postaveno 1057 bytů. Současně s tímto projektem byla rekonstruována Švermova ulice, ve které byla ve třech etapách (1960, 1972 a 1976) dostavěna škola s prvním školním bazénem v celém městě a vlastním sportovním areálem. Koncem roku 1975 byly zprovozněny také jesle a mateřská škola. V novém sídlišti byly postaveny dvě velkoprodejny: první na jeho horním konci roku 1971 a druhá prodejna se zeleninou roku 1985. Ani jedna z nich však dnes neslouží svému účelu.
Dům čp. 19 u křižovatky ulic Uralská a Švermova je považován za nejstarší dochovaný dům na území Liberce. Dendrochronologická analýza určila jeho původ do let 1656–1658. V roce 2020 byl dům prohlášen za kulturní památku.

## Obyvatelstvo
| Rok            | 1869 | 1880  | 1890  | 1900  | 1910  | 1921  | 1930  | 1950  | 1961  | 1970  | 1980  | 1991  | 2001  | 2011  | 2021  |
| -------------- | ---- | ----- | ----- | ----- | ----- | ----- | ----- | ----- | ----- | ----- | ----- | ----- | ----- | ----- | ----- |
| Počet obyvatel | 921  | 1 429 | 2 056 | 2 133 | 2 304 | 2 388 | 2 718 | 1 704 | 1 922 | 2 902 | 4 918 | 4 243 | 4 122 | 3 800 | 3 676 |
| Počet domů     | 69   | 84    | 101   | 111   | 124   | 139   | 186   | 209   | 209   | 209   | 275   | 276   | 270   | 281   | 281   |

## Průmysl
- SVED
- Severochema

## Osobnosti
- Josef Fryml (1888–1940), československý legionář a protinacistický odbojář
- Jaroslav Řídký (1897–1956), český hudební skladatel a pedagog